# Joaquín Samaruc
Joaquín Samaruc Picas (Port-Bou, c. 1890-†Barcelona, 1 de julio de 1935) fue periodista y escritor español.

## Biografía
Nació en Port-Bou (Gerona) alrededor del año 1890, hijo de Federico Samaruch e Isabel Picas.
Periodista profesional, entre 1915 y 1917 dirigió el semanario Libertad, órgano del Partido Republicano Federal de los distritos de Figueras y Vilademuls. Más tarde, durante la dictadura de Primo de Rivera, fue director de La Tribuna del Vallés, órgano oficial de la Unión Patriótica en la ciudad de Sabadell.
En 1924 escribió el libro Cien años de Catalanismo. La Mancomunitat catalana, en el que criticó los métodos de la Liga Regionalista y el catalanismo político para conseguir dádivas del Estado. En dicha obra afirmó asimismo que el catalanismo se había convertido en una religión idolátrica con dogmas cerrados, en la que se condenaba la discusión, y que todo ello era producto de la ignorancia.
En relación con la actitud de los catalanistas al producirse el golpe de Estado de Primo de Rivera, afirmó:

¿Protesta?, ¿resistencia?, ¿rebeldía?.. No; obediencia, sumisión, disciplina; apagáronse las exaltaciones vocingleras, raspáronse los escudos, se borraron los letreros, guardáronse las banderas, se ocultaron las insignias. Dura lex, sed lex, y la ley odiada fue servilmente cumplida. ¿Por qué? ... porque el regionalismo en Cataluña no es idealidad; porque lo ha adoptado, empleado, monopolizado una clase acomodada, como espantajo para dominar a los gobiernos débiles de España, en provecho de una desmedida ambición; porque se ha desarrollado vacío de principios.

Durante la Segunda República perteneció a la redacción de El Noticiero Universal, donde estaba encargado especialmente de la información de la Jefatura de Policía.
Falleció a los 45 años de edad a causa de una apendicitis. A su muerte, el carlista Enrique Sarradell, amigo suyo, elogió a Samaruc como uno de los más destacados periodistas catalanes españolistas, junto con Adolfo Marsillach. La mayor parte de su trabajo profesional fue publicado en las secciones anónimas de las hojas periodísticas.
Estuvo casado con Magdalena Deu de la Fuente y fue padre de Isabel y Joaquín Samaruc Deu.

## Obras
- Cien años de Catalanismo. La Mancomunitat catalana (1924)